# Everlose Beek
De Everlose Beek (ook: Everlosche Beek) is een 16,6 km lange beek in Nederlands Limburg die bij Grubbenvorst in de Maas mondt.

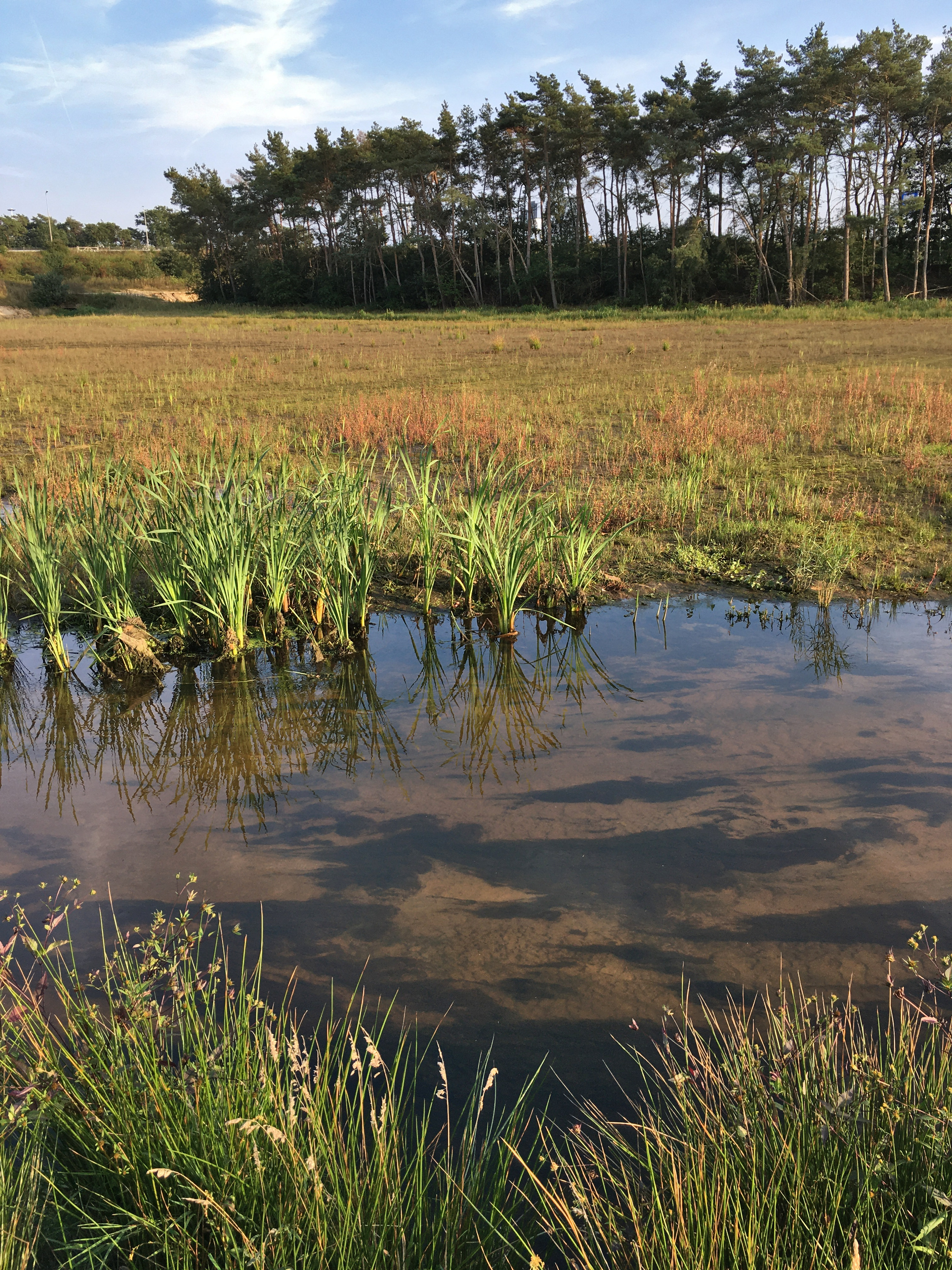
De Everlose Beek werd ingrijpend verlegd bij Knooppunt Zaarderheiken

De beek vangt aan in het Vlakbroek bij Koningslust en wordt gevoed uit de Noordervaart via de Aanvoerleiding Everlose Beek. Ten zuiden van Maasbree volgt ze een gekanaliseerd tracé, de loop van het nimmer voltooide deel van de Noordervaart volgend. Tot 2015 vervolgde ze haar weg door het natuurgebied Koelbroek, een oude Maasmeander. In 2015 werd de beek om het Koelbroek heen geleid, zodat dit natte natuurgebied weer gevoed kon worden met de daar van nature voorkomende kwel. De bedding van de Everlose Beek werd ingrijpend verlegd nabij Knooppunt Zaarderheiken te Blerick. De laatste kilometers stroomt de beek in noordelijke richting parallel aan de Maas, waarin zij uitmondt ter hoogte van het Gebroken Slot. Eertijds dreef ze de vlak bij het Gebroken Slot gelegen Slottermolen aan. In Blerick wordt ze ook Kockerse Beek of Boelderbeek genoemd.
De Everlose Beek is herhaaldelijk verlegd voor ontwaterings- en verkavelingsprojecten.  Ze wordt vooral gebruikt om landbouwgebied te ontwateren. Daarom is het water zeer voedselrijk.

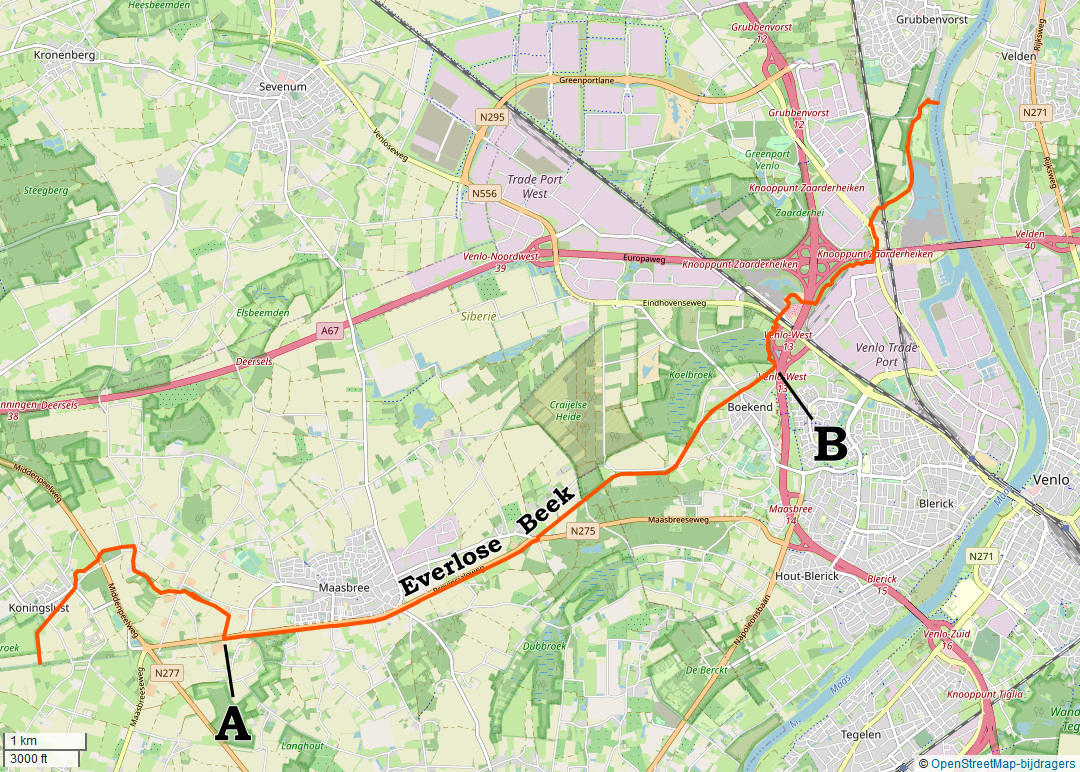
Tussen A en B volgt de Everlose Beek het tracé van de onvoltooide Noordervaart of Grand Canal du Nord uit de Franse tijd.